# Max-Planck-Schule (Rüsselsheim am Main)
Die Max-Planck-Schule (kurz: MPS) ist ein Gymnasium in Rüsselsheim am Main, benannt nach dem Physiker Max Planck. Die Schule besitzt die Jahrgangsstufen 5 bis 13. Die Schülerzahl beträgt 1200. Sie bietet als erste Fremdsprache Englisch, als zweite Französisch, Latein und Spanisch an. An der Schule kann das DELF erworben werden. Der Förderverein wurde 1988 gegründet. Seit 2008 ist das Gymnasium MINT-EC-Schule. Seit dem 1. August 2014 ist die Max-Planck-Schule eine Selbständige Allgemeinbildende Schule.
Zu den ehemaligen Lehrern zählt Günter Neliba.

## Kollegium
- Schulleiter: Marc Rhein (seit 2010)
- Stellvertretender Schulleiter: Thomas Bellstedt (seit 2012)
- Studienleiter der Oberstufe: Ralf Liebscher (seit 2024)